# Produto final
Produto final é o final do desenvolvimento do trabalho artístico, ou seja, o resultado do investimento dado à transformação da matéria-prima.

## A identidade do produto final
Um porque quando se ama  trabalho artístico tem como seu produto final uma reflexão do sentimento e da identidade que o autor do trabalho apresenta ou apresentava no momento em que desenvolvia seu projeto. É considerado um meio de se expressar ou analisar o lado psicológico da pessoa. Trabalhos artísticos são usados para análises psicológicas e são meios de relaxamento ou formas de comunicação, contendo também uma identidade ou sentimento, que muitas vezes o autor deseja transmitir. A identidade que estes trabalhos apresentam, em grande parte, é espelhada na identidade do autor, no local onde foi elaborada, no momento histórico em que foi produzida, ou por outros fatores que podem interferir na definição de uma identidade.